# 奥藤祥弘
奥藤祥弘 (おくとう よしひろ、1985年<昭和60年> 4月18日 - )は、日本の映像監督。

## 来歴
2004年4月日本工学院専門学校放送芸術科 入学
2006年7月P.I.C.S.入社　https://www.pics.tokyo/
2011年6月フリーランスへ転身
2016年9月には 株式会社奥藤祥弘映像事務所 を設立　https://www.gearstudio.website/
MUSIC VIDEOやLIVEパッケージを中心に、CMやOAP等にも携わり、近年ではイベントの出し映像や番組の構成作家まで幅広く手掛けている。

## 主なディレクター作品
【FILM】
劇団☆新感線「けむりの軍団」
青の灯

ショートフィルム「The Guradian」
【MV】
氷室京介 /THE ORAL CIGARETTES / ドレスコーズ / WATARU / GEEKS / °C-ute / 嵐 / Tommy heavenly6 / 川嶋あい / 宝塚歌劇団 壮一帆 / アリス十番 / がんばろうニッポン 愛は勝つ シンガーズ 
アラフォーアイドル輝けプロジェクト！／「All Together 限界超えよ！」MV
原神／「光と影の決別」MV
米倉利紀／「LOVE and DREAM」MV
清木場俊介／僕らの絆 〜仲間への手紙〜"TOUR CROSSROAD 2024 ver."
【LIVE】
松田聖子 /  Uru / 井上陽水 / モーニング娘。’16’17 / フェアリーズ / 和楽器バンド / AKB48 / L'Arc-en-Ciel / ねごと / 米倉利紀 / A9 / 東山奈央
Nolzy FEAT. by FRIENDSHIP. LIVE
米倉利紀／「blue HIPPOPOTAMUS」LIVE
Roselia／ TOUR「Rosenchor」LIVE
清木場俊介／「ROCK&SOUL 2024 RESULT」LIVE、「LIVE HOUSE TOUR 2024 CROSSROAD」LIVE & DOCUMENT
女王蜂／ 全国ホールツアー2023-2024「十二次元+01」LIVE、結成15周年記念単独公演 「正正正(15)」LIVE、「悪」リリース記念 Official Acoustic Live
DUSTCELL／ONE at 日本武道館

【CM】
SONY / GREENHOUSE / ANA / Nintendo Switch TINY METAL
【OAP】
東京ジョイポリス デジタルプレミアムLIVE〜A.B.C-Z
NEWS STRIPE WORLD in JOYPOLIS
東京ジョイポリス デジタルプレミアムLIVE〜ももいろクローバーZ
東京ヤクルトスワローズ2015球場オープニング＆選手紹介映像他
WOWOW 桑田佳祐 開局25周年特番〜君への手紙〜
WOWOW 氷室京介 WOWOW SPECIAL ~HISTORY OF BOOWY TO KYOSUKE HIMURO~
WOWOW プリンセス プリンセス〜永遠のDiamonds〜
AIRJAM2016 開幕オープニング 他一式
NTT docomo レッツ!タブレットライフ

電通 “エリア限定”HYDE ワンセグチャンネル

### インタビュー記事
- https://www.sony.jp/ichigan/a-universe/news/026/

- https://www.sony.jp/ichigan/a-universe/news/022/

- https://www.creativevillage.ne.jp/category/topcreators/visual-creators/tv-director/3075/

- https://www.green-house.co.jp/special/flash-okt/